# Catalogne (Catalunya Napoleònica)

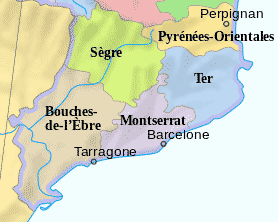
Divisió administrativa en departaments sota l'Imperi Napoleònic.

Catalogne, la Catalunya napoleònica, va constituir la part més meridional de l'àrea directament administrada per l'Imperi Napoleònic, que comprenia la regió històrica de Catalunya.
Administrativament estava dividida en cinc departaments: Boques de l'Ebre (sud), Montserrat (centre), Segre (nord-oest), Ter (nord-est) i Pirineus Orientals (nord-est ultrapirinenc). La Vall d'Aran va ser integrada al departament de l'Alta Garona (Haute-Garonne) i Andorra ho va ser al del Segre.
Des del 1810 els quatre departaments primers formaven part d'una república catalana instaurada per Napoleó Bonapart. Amb la Restauració absolutista a Espanya aquests quatre departaments tornarien a ser part del regne d'Espanya a partir de 1814. Per contra el departament de Pirineus Orientals, que havia estat annexionat per França el 1649 i que també és part del principat de Catalunya, va seguir sent part de la França borbònica. França va retenir la sobirania del la Vall d'Aran fins a l'any 1815, quan va ser reintegrat al regne d'Espanya.